# Trudi Guda

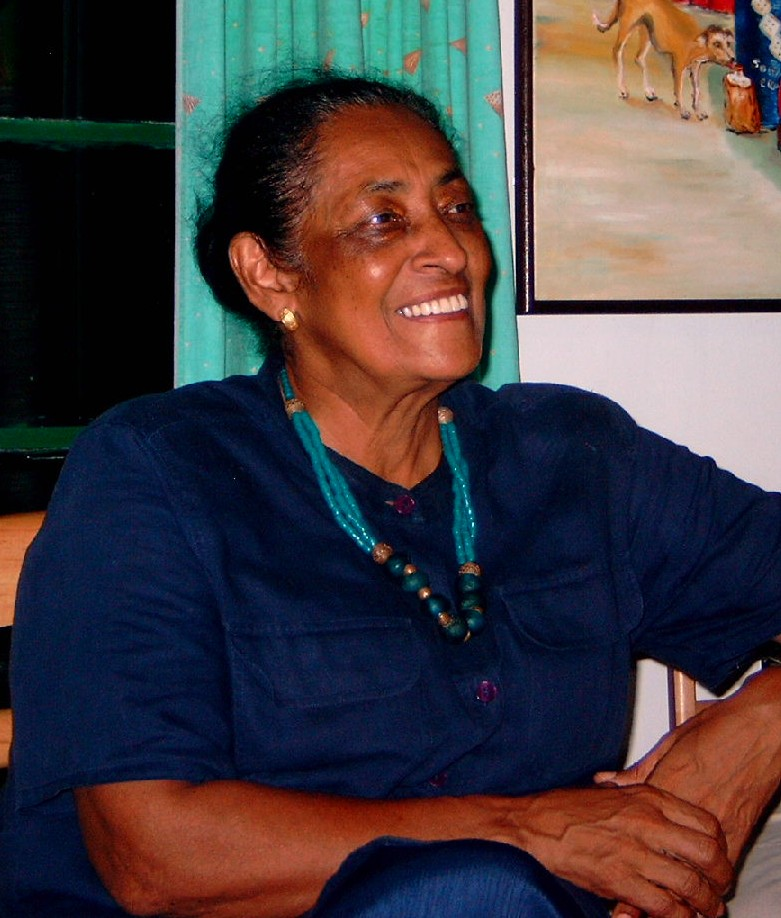
Trudi Guda, oktober 2005

Gertrude (Trudi) Marie Guda (Paramaribo, 4 december 1940) is een Surinaams dichter en cultureel antropologe.
Guda werd geboren in Paramaribo en studeerde in Nederland. In Utrecht behaalde zij haar doctoraal in 1967 met de scriptie De transmigratie van de Bosnegers uit het Brokopondomeergebied in Suriname. Trudi Guda publiceerde twee dichtbundels: De geur van franchepane (1970) en Vogel op het licht (1981). Met de laatste bundel was zij ‘first runner-up’ van de Literatuurprijs van Suriname 1980-1982. Hoewel haar poëzie vaak geïnspireerd is door de actueel-politieke situatie, geeft zij verrassend origineel verwoorde gedichten, die de dingen in historisch perspectief zetten en die sensitief-contemplatief van aard zijn.
In het Cubaanse tijdschrift Casa de las Americas (nr. 11, mayo-junio 1979) verscheen haar artikel 'La contribución de las culturas tradicionales al desarrollo de la cultura caribeña'. Trudi Guda maakte deel uit van de redactie van 25 Februari.
Belangrijk antropologisch werk verrichtte zij met uitgaven van oraal werk van de Surinaamse zanger, verteller en cultuurkenner Aleks de Drie: de alternatieve autobiografie Wan tori fu mi eygi srefi [Een verhaal over mezelf] (1984) en een bundeling van 40 vertellingen: Sye! Arki tori! [Stil! Luister naar dit verhaal] (1985). In 2006 verscheen haar studie Drie eeuwen Banya; De geschiedenis van een Surinaamse slavendans.
Trudi Guda is de weduwe van de Curaçaose schrijver Frank Martinus Arion. Zij is schoolleider van de door hem opgerichte Fundashon Skol Humanista na Papiamentu. Haar broer Leo Guda was van 1958 tot zijn dood in 1966 Statenlid voor de PSV.
In 2021 was een maand op de Iconenkalender van NAKS gewijd aan Trudi Guda.

## Over Trudi Guda
- Michiel van Kempen, Een geschiedenis van de Surinaamse literatuur. Breda: De Geus, 2003, deel II, pp. 889-892.

- Digitale Bibliotheek voor de Nederlandse Letteren: guda001
- Gemeinsame Normdatei: 1056558598
- International Standard Name Identifier: 0000 0000 2864 0676
- Library of Congress Control Number: n85109684
- Virtual International Authority File: 30968024
- WorldCat: E39PBJqk3gc4ffX3HD7HGPkxDq